# The Love Tour
The Love Tour er det irske boyband Westlifes syvende turné. De startede i Australien, hvorefter de tog til Sydafrika og sluttede i Storbritannien og Irland. 

## Setliste
- Total Eclipse of the heart
- When you're looking like that
- If I let you go
- Mandy

- You are so beautiful
- What makes a man
- Love takes two
- My love

- Backstreet's back (Backstreet Boys)
- You got it (The right stuff) (New kids of the block)
- Picture of you (Boyzone)
- Everything changes (Take that)
- When will I be famous (kun en line) (Bross)
- Uptown Girl

- Unbreakable
- Fool again
- You Raise me up
- World of our own

- Flying Without wings
- The rose

## Tour daoter
| Dato        | By             | Arena                    | Land       | Kapacitet |
| ----------- | -------------- | ------------------------ | ---------- | --------- |
| 21. Februar | Perth          | Challange Stadium        | Australien | 4 000     |
| 23. Februar | Adelaide       | Entertainment Centre     | Australien | 11 000    |
| 26. Februar | Melbourne      | Vodafone Arena           | Australien | 10 000    |
| 27. Februar | Sydney         | ACER Arena               | Australien | 17 000    |
| 28. Februar | Brisbane       | Entertainment Centre     | Australien | 10 000    |
| 3. Marts    | Sun City       | Super Blow               | Sydafrika  |           |
| 4. Marts    | Johannesburg   | Helderfontein Estat      | Sydafrika  |           |
| 6. Marts    | Port Elizabeth | EPRU Rygby Stadium       | Sydafrika  | 33 000    |
| 7. Marts    | Bloemfontrin   | Goodyear Park            | Sydafrika  | 20 000    |
| 8. Marts    | Durban         | Westridge Tennis Stadium | Sydafrika  |           |
| 9. Marts    | Cape Town      | Hamiltons Rygby Club     | Sydafrika  |           |
| 12. Marts   | Nottingham     | Ice Arena                | England    | 7 000     |
| 13. Marts   | Sheffield      | Hallam FM Arena          | England    | 12 500    |
| 14. Marts   | Sheffield      | Hallam FM Arena          | England    | 12 500    |
| 16. Marts   | Manchester     | Evening News Arena       | England    | 21 000    |
| 17. Marts   | Manchester     | Evening News Arena       | England    | 21 000    |
| 19. Marts   | Cardiff        | International Arena      | Wales      | 7 500     |
| 20. Marts   | Cardiff        | International Arena      | Wales      | 7 500     |
| 21. Marts   | Cardiff        | International Arena      | Wales      | 7 500     |
| 23. Marts   | Birmingham     | NEC                      | England    | 12 000    |
| 24. Marts   | Birmingham     | NEC                      | England    | 12 000    |
| 25. Marts   | Bournemouth    | BIC                      | England    |           |
| 26. Marts   | Bournemouth    | BIC                      | England    |           |
| 28. Marts   | Brighton       | The Brighton Centre      | England    | 3 000     |
| 29. Marts   | Brighton       | The Brighton Centre      | England    | 3 000     |
| 31. Marts   | London         | Wembley Arena            | England    | 12 400    |
| 1. April    | London         | Wembley Arena            | England    | 12 400    |
| 3. April    | Newcastle      | Metro Radio Arena        | England    | 11 000    |
| 4. April    | Newcastle      | Metro Radio Arena        | England    | 11 000    |
| 6. April    | Glasgow        | SECC                     | Skotland   | 10 000    |
| 7. April    | Glasgow        | SECC                     | Skotland   | 10 000    |
| 8. April    | Glasgow        | SECC                     | Skotland   | 10 000    |
| 10. April   | Aberdeen       | AECC                     | Skotland   | 4 700     |
| 11. April   | Aberdeen       | AECC                     | Skotland   | 4 700     |
| 13. April   | Belfast        | Odyssey                  | Nordirland | 8 000     |
| 14. April   | Belfast        | Odyssey                  | Nordirland | 8 000     |
| 15. April   | Belfast        | Odyssey                  | Nordirland | 8 000     |
| 16. April   | Belfast        | Odyssey                  | Nordirland | 8 000     |
| 19. April   | Dublin         | The Point                | Irland     | 9 000     |
| 20. April   | Dublin         | The Point                | Irland     | 9 000     |
| 21. April   | Dublin         | The Point                | Irland     | 9 000     |
| 23. April   | Dublin         | The Point                | Irland     | 9 000     |
| 24. April   | Dublin         | The Point                | Irland     | 9 000     |
| 26. April   | Dublin         | The Point                | Irland     | 9 000     |
| 27. April   | Dublin         | The Point                | Irland     | 9 000     |
| 28. April   | Dublin         | The Point                | Irland     | 9 000     |
| 30. April   | Dublin         | The Point                | Irland     | 9 000     |
| 1. Maj      | Dublin         | The Point                | Irland     | 9 000     |
| 2. Maj      | Dublin         | The Point                | Irland     | 9 000     |
| 3. Maj      | Dublin         | The Point                | Irland     | 9 000     |

I alt 49 shows

## Tidligere turnére
- Where Dreams Come True Tour
- In The Round Tour
- The Greatest Hits Tour
- The Turnaround Tour
- The Number 1's Tour
- Face To Face Tour